# Gimmicks in Acapulco
Musikalbum utgivet 1971 av den svenska gruppen Gimmicks. Skivan spelades in i Mexiko under gruppens halvåriga engagemang 1970-71.

## Låtlista
1. Good Old Brandy On The Rocks
2. California Soul
3. Coco-Loco Samba
4. Joy Spring
5. Honeymoon In Las Brisas
6. Wave
7. La Concha
8. Mas Que Nada
9. Acapulco Sunset
10. The Days Of Wine And Roses

## Gruppmedlemmar
- Leif Carlquist
- Anita Strandell
- Maj-Britt Persson
- Urban Hansson
- Kåre Ström
- Ulf Flink
- Nippe Sylwén
- Diana Nuñez (medverkar ej på skivan)
- Joao Meirelles

## Kuriosa
Skivan bekostades av lyxhotellet Las Brisas under förutsättning att hälften av låtarna associerades till hotellkomplexet. Ljudteknikern tipsade Herb Alpert om gruppen, vilket ledde till det omskrivna kontraktsförslaget från AM Records, som gruppen sedermera nobbade.